# Hucknall
Hucknall är en stad i distriktet Ashfield, i grevskapet Nottinghamshire, i England. Orten har 29 188 invånare (2001). Staden nämndes i Domedagsboken (Domesday Book) år 1086, och kallades då Hochehale/Hochenale.